# Mimochariesthes flaveola
Mimochariesthes flaveola là một loài bọ cánh cứng trong họ Cerambycidae.